# The Flame Fighter

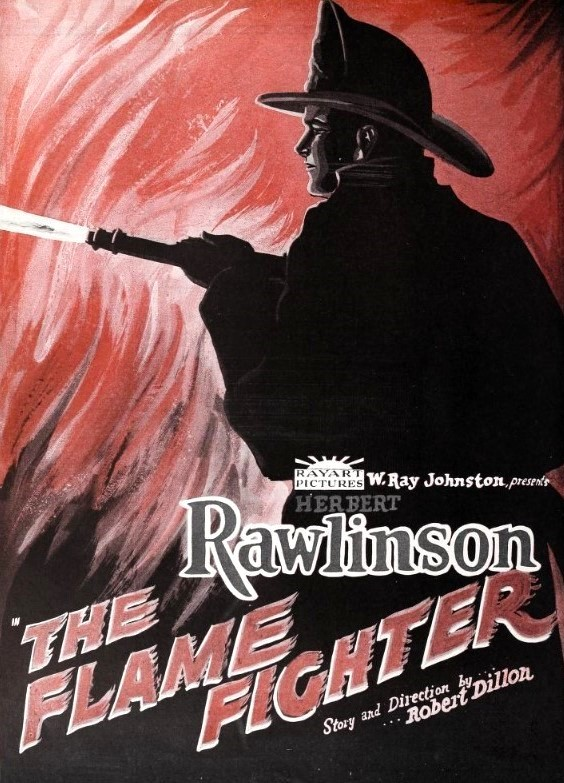
Affiche du film The Flame Fighter (1925) avec Herbert Rawlinson, en page 50 de l'Exhibitors Herald du 3 Octobre1925

The Flame Fighter est un film muet de Robert Dillon sorti le 10 septembre 1925 (États-Unis) de genre action, aventure, romance ou encore thriller.

## Fiche technique
- Réalisateur : Robert Dillon

## Distribution
- Brenda Lane : Alie Baker
- Jerome La Grasse : Darcy Johns
- Eddie Fetherston : Ned Carney
- Dorothy Donald : Mary Carney
- Florence Lee : Mrs. Sparks
- Purnell Pratt : Mike Turney
- Steve Murphy : Mokey Joe Gallagher
- Dick Gordon : Kendall Vance
- Leigh Willard : John Baker
- Herbert Rawlinson : Jack Sparks